# 4-Nitroclorobenzeno
4-Nitroclorobenzeno é o composto orgânico com a fórmula ClC6H4NO2. Apresenta-se como um sólido amarelo pálido. O 4-nitroclorobenzeno é um intermediário comum para a produção de uma variedade de compostos industrialmente úteis, incluindo antioxidantes comuns encontrados em borracha.

## Preparação
4-Nitroclorobenzeno é preparado industrialmente pela nitração de clorobenzeno:
ClC6H5  +  HNO3  →   ClC6H4NO2  +  H2O